# HD 17228
HD 17228，又名BD+35 553，SAO 55868、HR 819，是一颗恒星，视星等为6.25，位于銀經147.73，銀緯-21.26，其B1900.0坐标为赤經2h 40m 47.4s，赤緯+35° -21.26′ 48″。